# Svein Are Andreassen
Svein Are Andreassen (Hadsel, 3 luglio 1968) è un ex calciatore norvegese, di ruolo attaccante.

## Carriera

### Club
Andreassen cominciò la carriera con la maglia dello Harstad, per poi passare al Tromsø. Esordì nella 1. divisjon il 26 agosto 1990, subentrando a John Kristian Angvik nella vittoria per 2-3 sul campo del Vålerengen. Il 28 aprile 1991 arrivò la prima rete nella massima divisione, nel pareggio per 1-1 contro il Rosenborg.
Nel 1996 passò al Sogndal, conquistando la promozione nel primo campionato in squadra. Rimase un altro anno in forza al club, prima di trasferirsi al Lillestrøm. Il debutto con questa maglia arrivò il 30 aprile 1998, subentrando a Heiðar Helguson nella sconfitta per 6-1 contro il Rosenborg. Il 3 maggio realizzò la prima rete, che sancì la vittoria per 2-1 sul Tromsø.
In seguito, giocò per gli inglesi del Portsmouth, per poi tornare in Norvegia e chiudere la carriera nello Harstad.